# 乔孔卡语
乔孔卡语(ཁྱོད་ཅ་ང་ཅ་ཁ་；威利转写：Khyod ca nga ca kha“‘你’和‘我’语言”)是一种南部藏语群语言，使用人数约2万，分布在不丹东部伦奇宗库鲁曲河谷和蒙加尔宗。

## 乔孔卡语与宗喀语
乔孔卡语是宗喀语的“姐妹语言”。
奇怪的是，不丹境内和宗喀语关系最近的语言分布在不丹东部库鲁曲沿岸，展现古阿洛人在东部的移民。[...]乔孔卡语在许多词汇上都比宗喀语的形式更保守[....]大多数动词性后缀都能和宗喀语同源词相对应，但乔孔卡语接受了邦唐语不定词后缀-mala[.]
在同化入主流宗喀语阿洛文化的压力下，这反映为极具特色的库鲁曲语言特征的显著流失。:312
尼古拉斯·杜河雷（Nicholas Tournadre）写道：
在不丹18种藏缅语(以下简写为TB)中，7种都属于藏语群...早期曾被称为“中部藏语群”(参见Tournadre, 2014)。这些语言包括宗喀语、乔孔卡语、拉卡语、布罗克帕语、拉雅喀语、杜尔喀语和塔希冈康藏语。拉卡语、布罗克帕语、拉雅喀语和杜尔喀语牧牦牛的小部族的后裔，而宗喀语和乔孔卡语一般认为是农耕文化的语言。这7种语言均来自一种古藏语(以下简写为OT)，与古典藏语(以下简写为CT)关系密切，因为它们常与宗喀语有关。与CT的相似性使得用古典正字法书写大部分词汇变得可能。但是，尽管它们亲缘关系近，这些语言的互通性很差。
:49–50